# Antarchaea sopora
Antarchaea sopora là một loài bướm đêm trong họ Noctuidae.